# Sigismund von Vogel
Sigismund von Vogel (Sigismundus von Vogelius), född omkring 1615 troligen i Dresden, Tyskland, död troligen efter 1654, var en tysk grafiker och kopparstickare verksam i Stockholm för svenska hovet.
Von Vogels var bosatt i Sverige 1636–1654 där han arbetade för änkedrottning Maria Eleonoras räkning och han finns uppförd i drottningens hovhållning på Nyköpings slott 1637–1638. Som medlem av den svenska beskickningen vistades han i Moskva 1647. Von Vogels tid i Stockholm föll samman med stadens första stora gatureglering som började under riksamiralen Clas Larsson Fleming på Norrmalm 1637 (se Stadsplanering i Stockholm). På latin kommenterade von Vogel det stora projektet:
| ” | ”…den konungslige regering med sådant allvar och sådan hast både med de andra gatorna i staden västan till, såsom i de båda förstäderna och mångenstädes, både längs med och tvärs igenom Brunkeberg, med fast otaligt arbete och skön gatureglering, såväl som präktige och magnifike hus uppbyggde och förfärdigade, både av furstlige, grevelige och adlige personer, som andra kronans tjänare och menige borgerskapet, varav månge äro med koppar betäckte och eljest ganska väl på åtskilliga sätt utantill beprydde, staden till icke till ringa prydnad.” | „ |

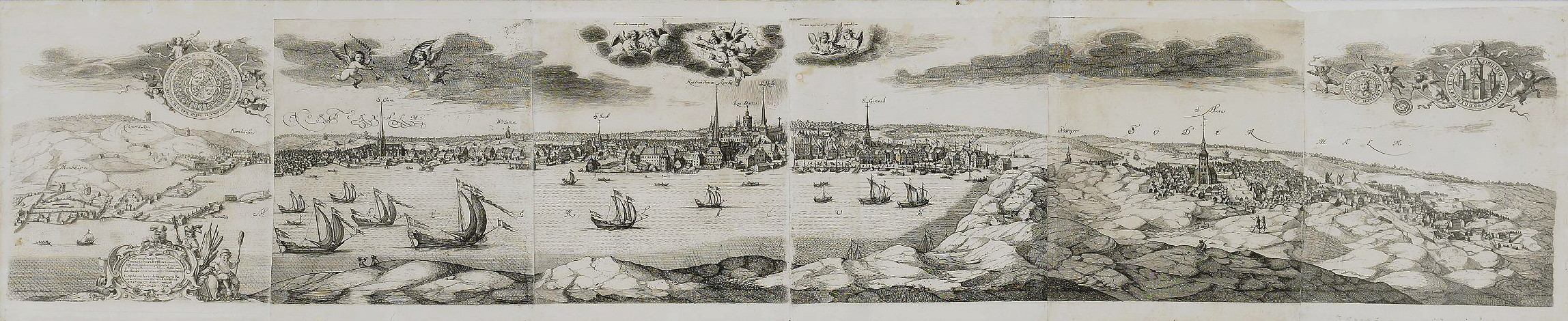
Sigismund von Vogel Stockholmspanorama från Skinnarviksberget, 1647.

Bland von Vogels stora verk märks ett Stockholmspanorama från 1647 sedd från Skinnarviksberget, som han kallade ”Hela Nordens högst berömda huvudstad”. Hans panorama över Stockholm tillkom under Drottning Kristinas tid och är smyckat med motiv av Stockholms sigill och med riksvapnet. Panoramat är 47,5 cm högt och 196,5 cm långt. Det består av sex blad och visar ett svep över Stockholm från Fatburen på Södermalm till Munklägret (nuvarande Kungsholmen).
Von Vogel står även bakom en mycket detaljerad illustration av palatset Makalös som skapades troligen 1647. Det rör sig om ett kopparstick med storlek 70 cm högt och 55 cm brett. Ovanför byggnaden syns två latinska inskriptioner. Den vänstra inskriptionen innehåller byggherren Jacob de la Gardies namn och titlar, den högra hans makas Ebba Brahes. I nedre vänstra hörnet avbildas en grupp arbetande hantverkare samt en man som ansetts vara ett porträtt av palatsets arkitekt Hans Jacob Kristler. Till hans andra betydande arbeten räknas femton porträtt till Johan Gustafsson  Örnevinges Genealogia Brahæa samt ett stamträd i kopparstick över släkten Brahe samt en karta över grevskapet Visingsborg och ett kopparstick av gravmonumet över Birger Pedersson och hans hustru i Uppsala domkyrka. Bland hans grafiska blad finns även en sällsynt bild av HJ Kristlers hästvandringsdrivna mudderverk och två sammanfogade blad i Descriptio pompae restitutionis föreställande Gustav II Adolfs insignier till Strumpebandsorden. Som gravör utförde han sigill till Göta Hovrätt i Jönköping 1636 och 25 graverade kopparmått 1639 som skulle användas för att justera måttsatser i landsortsstäderna samt gravyr av det kungliga vapnet på 36 silverfat 1650.
Von Vogel  finns representerad vid bland annat Uppsala universitetsbibliotek, Nationalmuseum, Vitterhetsakademien och Statens historiska museum i Stockholm.

## Referenser

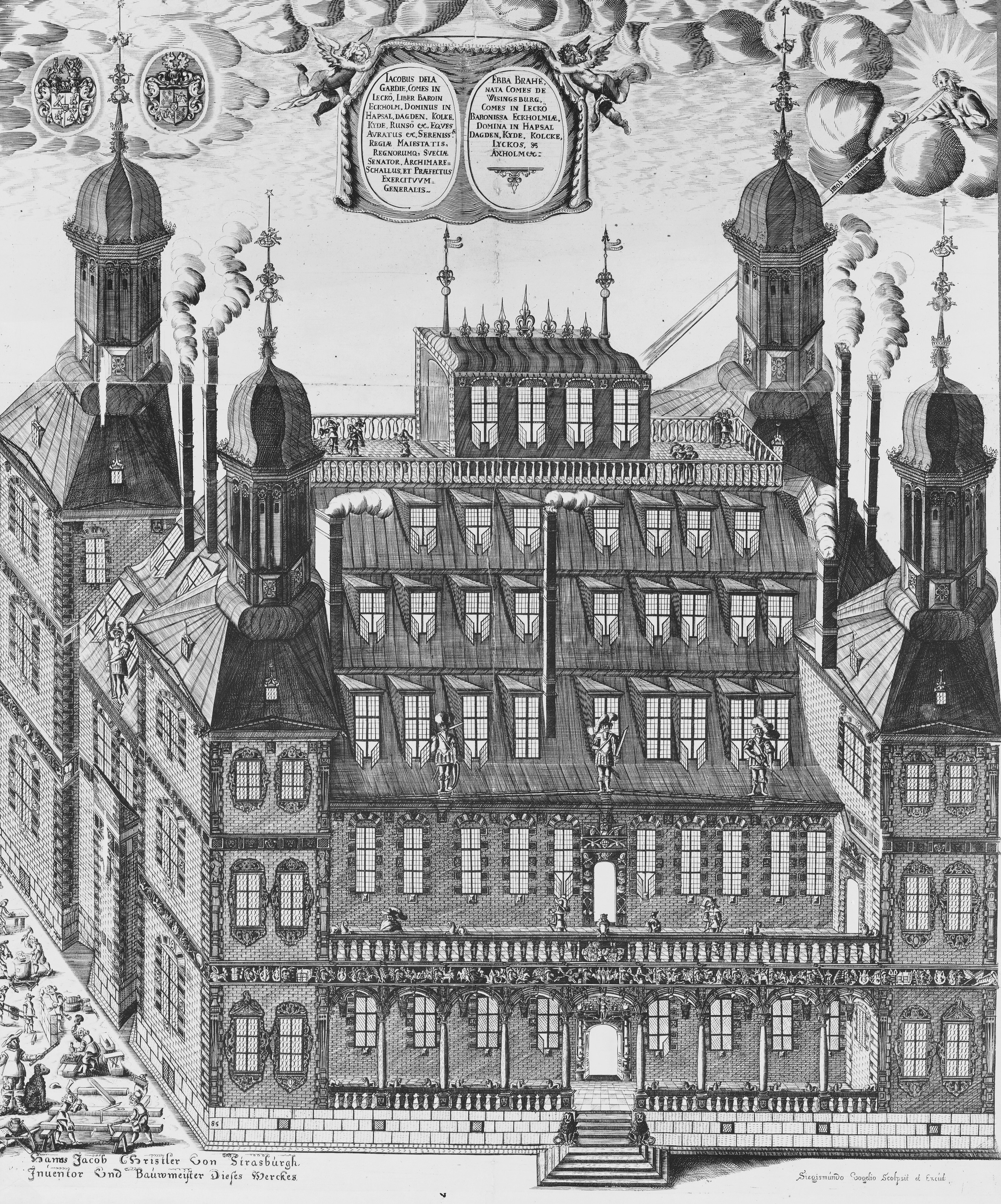
Palatset Makalös, 1647.